# Španělský ptáček
Španělský ptáček je oblíbené české jídlo připravované z hovězího masa.
Navzdory jménu recept nepochází ze Španělska. Je to dušený závitek z roštěnky v omáčce, naplněný anglickou slaninou, sterilovanou okurkou, párkem a vajíčkem a podobající se ptáčku. Podává se s kynutými nebo s houskovými knedlíky nebo s rýží.

## Historie
Název pokrmu pochází ze dvora císaře Rudolfa II. Jeho matka byla Marie Španělská, a proto na císařském dvoře vařili také španělští kuchaři. Ti také připravovali telecí závitky s nádivkou, které byly považovány za španělskou specialitu. Magdalena Dobromila Rettigová používala název španělské ptáčky pro závitek ze zeleného listu plněný vepřovou sekaninou. Později se pod stejným názvem uvádí závitek z telecího masa plněný sardelkou a žemlí.[zdroj?]
Nová česká Kuchařka Františky Hansgirgové z roku 1869 uvádí jako náplň sardelkou potřeného hovězího masa pouze slaninu.[zdroj?]
Španělský ptáček v dnešní podobě je znám od 50. let 20. století, kdy byl název v nově vytvářených normách veřejného stravování použit právě pro hovězí závitek.[zdroj?]

## Zahraniční obdoby
Podobné jídlo (tedy závitek z hovězího masa) je známo ve Španělsku pod jménem Filetes de ternera rellenos a Niños envueltos v Argentině a v jiných státech Jižní a Střední Ameriky, v Itálii jako Involtini a v Rakousku jako Fleischroulade nebo Rinderroulade atd.[zdroj?]
Ve Skandinávii je znám pokrm označovaný jako „bezkostí ptáci“ (dánsky benløse fugle) či „falešní ptáci“, který má podobu masových závitků okořeněných jako tetřev či jiný divoký pták. Původně se připravovali z telecího, to však bylo později často nahrazeno masem mletým. V Dánsku je tento pokrm chápán jako typický příklad domácí kuchyně a může být připravován z hovězího a plněn špekem podobně jako český španělský ptáček.